# Galijamb
Galijamb (łac. galliambus), czyli inaczej tetrametr joński katalektyczny – iloczasowa miara wierszowa wywodząca się z Grecji, a stosowana w starożytnej Grecji i Rzymie do kompozycji utworów o tematyce mitologicznej związanej z kultem Cybele oraz mitem o Attisie.
Jedynym - ale za to całkiem długim, bo liczącym 93 wersy - starożytnym wierszem napisanym w tym metrum, jaki zachował się w całości do naszych czasów, jest "Attis" (utwór nr 63) Katullusa.
Z poetów rzymskich galijambem posługiwał się poza tym Marek Terencjusz Warron oraz Mecenas - z ich twórczości przetrwały fragmenty składające się z oderwanych wersów. Podobnie z greckich galijambów ostały się dwa anonimowe fragmenty liczące razem trzy wersy.

## Struktura metryczna

### Teoria
Galijamb, podobnie jak heksametr daktyliczny, jest wierszem izochronicznym. Pojedynczy wers składa się z czterech joników a minore, przy czym w ostatniej stopie zachodzi kataleksa, tj. brakuje jej czwartej sylaby. Ostatnia sylaba wersu jest obojętna co do długości, gdy jest krótka, uzupełnia ją pauza o długości 1 mory. Stąd całkowita długość galijambu wynosi 22 mory.
Diereza dzieli wers po drugiej stopie, a w obu powstałych w ten sposób członach obowiązkowa jest anaklaza. Podstawowy schemat metryczny galijambu jest następujący:
||||

### Galijamb Katullusa
U Katullusa pierwsze dwa elementy stopy pierwszej oraz trzeciej (pierwsza teza wersu i pierwsza teza po dierezie) mogą ulec ściągnięciu w sylabę długą. Podobnie pierwsza i przedostatnia arsa (na schemacie powyższym, trzecia sylaba od początku oraz trzecia sylaba od końca) mogą ulec rozwiązaniu w dwie krótkie. Z analizy częstotliwości tych zjawisk w zachowanym utworze można wywnioskować, że zasadniczy schemat galijambu Katullusa przedstawia się następująco:
||||
Przykład: Super alta vectus Attis || celeri rate maria
W części przed cezurą pokrywa się on z teoretycznym schematem galijambu pokazanym powyżej, z okazjonalnymi ściągnięciami i rozwiązaniami w pierwszej stopie. W stopie drugiej rozwiązaniu na dwie krótkie może ulegać pierwsza sylaba, reszta zostaje bez zmian. 
W stopie trzeciej (pierwszej po dierezie) teza ulega okazjonalnym ściągnięciom. To samo dotyczy przedostatniej arsy wersu, która - odmiennie niż to widać na pierwszym schemacie - jest poza tym stale rozwiązana.